# Sister Princess
Sister Princess (シスター・プリンセス, Shisutā Purinsesu) és una popular sèrie japonesa de bishōjo de Sakurako Kimino i il·lustrada per Naoto Tenhiro. Començà serialitzant-se com a novel·la lleugera en 1999. En 2001, un manga i un joc bishōjo per la Sony PlayStation foren lliurats. Seqüeles del joc foren lliurades per la PlayStation i la Game Boy Advance. Sister Princess fou també adaptat a una sèrie animada de televisió.

## Història
La història de Sister Princess es remunta a març de 1999, quan va aparèixer per primera vegada a la revista mensual Dengeki G's. Al principi, hi havia només nou germanes no dotze. Els lectors han pogut votar per la seva germana preferida i després de l'enorme resposta dels fans la revista va decidir serialitzar Sister Princess.